# 발트라다
보름스가우의 발트라다(Valdrada 또는Waldrade of Wormsgau, Valdrade, 835년경 - 869년 4월 9일) 또는 발라다(Valrada, Walrade), 발데라다(Valderada)는 프랑크 왕국의 귀족이자 로타링기아의 왕 로타르 2세의 후궁이었다. 로타르 2세의 유일한 자녀들을 낳고 로타르는 정비 토이데베르가와 이혼하고 그녀와 결혼하려 하였으나, 교회의 반대에 부딛쳤으며 869년 로타르가 죽어 무효화되었다.

## 생애

### 후궁 시절
지역의 소귀족 가문의 딸로 동프랑크 콜로네(쾰른, Cologne)의 대주교인 군타르 폰 쾰른의 여동생이며, 아버지는 알사스 백작 프룰라도(Fulrado)였다. ·  19세기의 프랑스의 작가 에르눌 남작(Baron Ernouf)에 의하면 그녀의 집안은 갈리아-로마인 귀족의 혈통이라 하였다. 그녀의 친정 선조인 리우돌프는 작센 공작 리우돌프라는 설과, 프리울리 후작 리우돌프라는 설이 있다. 그의 친정 오라비로 가톨릭 교회 쾰른 교구의 대주교를 역임한 쾰른의 고티에(Gontier de Cologne) 혹은 군타리우스(Guntharius), 쾰른의 군타르(Gunthar, 873년 7월 8일 사망)라는 이름의 남자 형제가 있었다.
일찍이 로타링기아의 왕 로타르 2세의 내연녀였으나, 로타르 2세의 아버지 로타르 1세가 이를 허락하지 않으므로 그녀는 정식으로 왕궁에 입성하지 못했다. 855년 중프랑크의 왕 로타르 1세가 임종 직전 은퇴하면서, 로타르 2세가 로트링겐을 상속받으면서 정식 후궁이 되었다. 왕후 토이드베르가와의 사이에서 자녀가 없었던 로타르 2세는 그녀가 아들 위그를 낳자, 발트라다를 정식으로 왕비로 삼기 위해 토이드베르가와 여러 번 이혼을 기도하였으나 바티칸에서는 이 이혼을 허락하지 않았다.
이후로도 발트라다는 로타르 2세의 딸 기셀라, 베르타, 이르멘가르트를 안겨주었다. 베르타는 로타르 2세의 본처 토이트베르가의 오빠 힉베르트의 아들 아를의 테오발트에게 시집갔고, 이탈리아의 위그의 어머니이자 로타리우스 3세의 할머니가 된다.
로타르 2세는 로마 교황의 허락 없이 이혼을 강행했으나, 교황 니콜라오 1세는 이를 정면으로 문제삼았다. 로타르는 아내 토이트베르가를 자신의 친정 오빠와 근친상간했다고 비난하고 재판을 했는데 그녀가 끓는 물에 손을 집어넣는 신판(神判)을 이겨내자 858년 다시 아내로 받아들이지 않을 수 없었다. 그러나 그는 집요하게 이 이혼을 성사시키기 위해 형 루트비히 황제의 지원을 얻었는데, 그는 형에게 영토의 일부를 양도하고 지역 성직자들의 지지를 받는 데 성공했다. 로타르는 쾰른 대주교 군타하르와 트리어 대주교 토이트가우트를 사주하여 아헨 2차례 종교회의를 열어 이 결혼을 취소시키고 862년 정부 발트라다와 결혼했다. 이듬해 그는 메츠 종교회의에서 이 결정에 대한 교황 대리의 추인을 받았다.

### 왕비 책비와 폐위
그러나 토이트베르가는 망명, 로타르의 숙부 서프랑크 대머리 카를 2세의 궁정으로 피신했고, 교황 니콜라오 1세는 이 결정을 번복하고 귄터 대주교와 토이트가우트 대주교를 해임하는 전례없는 조치를 취했고 황제 루트비히는 로마를 공격했으나 별다른 성과를 내지 못했다. 865년 카를과 루트비히는 파문의 위협을 하면서 로타르에게 토이트베르가를 다시 받아들이라고 강요했다. 그러나 867년 교황 니콜라오의 뒤를 이어 좀 더 융통성 있는 교황 하드리아노 2세가 새로운 교황이 되자 로타르는 아내에게 직접 새 교황에게 이혼을 요청하도록 압력을 넣었고 토이트베르가가 이혼을 요구하고 나섰다.
로타르 2세의 여러번 설득 끝에 869년 토이드베르가와 이혼한 로타르는 발트라다와 결혼식을 하였다. 로타르가 이혼하게 되자 발트라다는 로트링겐으로 와서 정식 결혼 후 왕비가 되었으나, 로타르는 얼마 뒤 사망했다. 바로 로트링겐을 차지하러 달려온 서프랑크의 대머리왕 카를 2세와 동프랑크의 루트비히 2세는 결혼식의 무효를 선언하고 발트라다와 그녀의 아아들을 모두 사생아로 만든 뒤 로트링겐에서 추방하였다. 그해 4월 9일에 죽었으며 사망 원인은 알려지지 않았다.

### 사후
한때 이탈리아 왕을 지낸 프로방스 출신 이탈리아의 위그와 그의 아들 로타리오 3세는 그녀의 외손자와 외증손자였다. 사후 로타르 2세가 묻힌 르미르몽 대성당(Remiremont Abbey)에 안장되었다.

## 가계
- 아버지 프룰라도(Fulrado)
  - 오라비 군타르 폰 쾰른, 쾰른 (Cologne)의 대주교
- 로타르 2세, 로타링기아의 왕
  - 아들 위그(Hugues, 855 - 895)
  - 딸 기셀라(Gisele, 860 - 907), 프리슬란트의 백작 혹은 바이킹 부족장인 고드프리드(Godfried)와 결혼
  - 딸 베르타(Berthe, 863 - 925), 아를의 테오발트(Theobald, count of Arles)과 결혼, 후에 토스카니 후작 아달베르트 2세(Adalbert II, marquis de Toscane)와 재혼
  - 사위 아를의 테오발트(Theobald, count of Arles, 880 - 947), 이탈리아 왕
    - 외손 이탈리아의 위그
    - 외손 보소 4세, 아를 백작(885 - 936)
    - 외손 토스카니의 구이도

  - 사위 토스카니 후작 아달베르트 2세(Adalbert II, marquis de Toscane)
    - 외손 토스카니의 람베르트(Lambert de Toscane, ? - 938)

  - 딸 이르멘가르트(Ermengarde,? - 895년/898년 8월 6일), 성 유스티노-루카 수도원 원장

## 같이 보기
- 위그
- 로타르 2세
- 메르센 조약
- 리베몽 조약
- 로렌

## 참조
1. ↑  « Waldradam, sororem Guntheri archiepiscopi Coloniensi », dans Cæsarii Heisterbacensis Catalogus Archiepiscopum Coloniensium 94-1230, Fontes rerum Germanicarum tome II, p. 272
2. ↑  Annales Novesienses (annales de Nuitz) Veterum Scriptorum IV, col. 537 : « Guntherus episcopus Coloniensi...sorore...Vastradam...aliis Waldradam ».
3. ↑  (프랑스어) Baron Ernouf (1858) Histoire de Waldrade, de Lother II et de leurs descendants, p. 3